# Campionat britànic de trial 2007
La temporada de 2007 del Campionat britànic de trial fou la 57a edició d'aquest campionat, organitzat per l'ACU. El calendari oficial constava de 8 proves puntuables.

## Classificació final
| Posició | Pilot          | Motocicleta | Punts |
| ------- | -------------- | ----------- | ----- |
| 1       | Graham Jarvis  | Sherco      | 145   |
| 2       | Shaun Morris   | Gas Gas     | 123   |
| 3       | Michael Brown  | Beta        | 119   |
| 4       | Alexz Wigg     | Gas Gas     | 91    |
| 5       | Sam Haslam     | Scorpa      | 77    |
| 6       | Gary MacDonald | Sherco      | 73    |
| 7       | Steve Colley   | Gas Gas     | 72    |
| 8       | Lee Sampson    | Sherco      | 65    |
| 9       | Liam Walker    | Gas Gas     | 38    |
| 10      | James Dabill   | Montesa     | 37    |